# École supérieure d’électricité
École supérieure d'électricité (Supélec) – francuska politechnika w Gif-sur-Yvette, niedaleko Paryża, zaliczająca się do Grandes écoles.
Uczelnia została założona w 1894.

## Sławni absolwenci
- Thierry Breton, francuski polityk i przedsiębiorca
- Pierre Boulle, francuski pisarz
- Henri Chrétien, francuski astronom i wynalazca
- Juliusz Rudnicki, polski matematyk, pracownik naukowy i nauczyciel
- Tadeusz Tański, polski konstruktor silników lotniczych dla francuskich i brytyjskich firm, a po powrocie do Polski konstruktor pierwszego polskiego samochodu osobowego CWS T-1[2]